# أماني بوقماز
أماني سليمان عبد الوهاب بوقماز، وزيرة الأشغال العامة ووزيرة الكهرباء والماء والطاقة المتجددة الكويتية منذ 16 أكتوبر 2022، وعينت وزيرة في حكومة أحمد النواف الثانية بعد إعادة تشكيلها.

## السيرة الذاتية
- استاذ مساعد في جامعة الكويت.
- عضو مجلس ادارة في مؤسسة الكويت للتقدم العلمي.
- مهندس اختصاصي مدني.
- مهندس ارتباط للرد علي ملاحظات ديوان المحاسبة الخاصة بادارة التنفيذ.
- مهندس تخطيط وبرامج زمنية.
- مهندس مشروع.